# Paul Meger
Paul Carl Meger (* 17. Februar 1929 in Watrous, Saskatchewan; † 27. August 2019 in Barrie, Ontario) war ein kanadischer Eishockeyspieler, der im Verlauf seiner aktiven Karriere zwischen 1946 und 1954 unter anderem 247 Spiele für die Canadiens de Montréal in der National Hockey League (NHL) auf der Position des linken Flügelstürmers bestritten hat. Seinen größten Karriereerfolg feierte Meger, der dreimal am NHL All-Star Game teilnahm, in Diensten der Canadiens de Montréal mit dem Gewinn des Stanley Cups im Jahr 1953.

## Karriere
Meger verbrachte seine Juniorenzeit zwischen 1946 und 1949 bei den Barrie Flyers in der Ontario Hockey Association (OHA). Während der Zeit bei den Flyers war dieses eines der dominanten Teams der OHA, wodurch er mit der Mannschaft in den Jahren 1948 und 1949 jeweils den J. Ross Robertson Cup als Meister der OHA gewann. Zudem sicherten sich die Flyers im Jahr 1948 zusätzlich die George Richardson Memorial Trophy. In beiden Jahren des OHA-Meisterschaftsgewinns qualifizierte sich das Team zudem für den Memorial Cup. Meger absolvierte in dem dreijährigen Zeitraum insgesamt 150 Partien für die Barrie Flyers, in denen er 218 Scorerpunkte sammelte.
Zur Saison 1949/50 wechselte der Stürmer in die American Hockey League (AHL), wo er die Spielzeit bei den Buffalo Bisons, dem Farmteam der Canadiens de Montréal aus der National Hockey League (NHL), verbrachte. Er sammelte im Verlauf der Spielzeit 69 Punkte in insgesamt 68 Einsätzen, womit er ins AHL Second All-Star Team der Liga berufen wurde und darüber hinaus den Dudley „Red“ Garrett Memorial Award als bester Liganeuling erhielt. Als Folge wurde er von den Canadiens de Montréal in die NHL beordert, wo er im Verlauf der Stanley-Cup-Playoffs 1950 debütierte und insgesamt zweimal eingesetzt wurde. Im Spieljahr 1950/51 ging der junge Kanadier aber weiterhin hauptsächlich in der AHL für die Bisons auf Eis. Aufgrund zahlreicher Abstellungen an die Canadiens de Montréal bestritt er lediglich 46 von 70 AHL-Saisonspielen, sammelte dabei aber 69 Punkte und belegte – wie bereits im Vorjahr – einen Platz unter den besten 20 Scorern der Liga. Mit seinem Punkteschnitt lag er hinter seinen Mannschaftskollegen Ab DeMarco und Grant Warwick ligaweit auf dem dritten Platz und wurde letztlich ins AHL First All-Star Team gewählt. Derweil erreichte er mit den Habs die Finalserie der Stanley-Cup-Playoffs 1951, die an die Toronto Maple Leafs ging.
Ab der Saison 1951/52, in der Meger an seinem ersten von drei NHL All-Star Games teilnahm, gehörte der Angreifer fest zum Kader Montréals. Er sammelte in einer Sturmreihe mit Bernie Geoffrion und Billy Reay insgesamt 42 Scorerpunkte. Die Canadiens scheiterten aber erneut in den Finalspielen – diesmal an den Detroit Red Wings. In den Stanley-Cup-Playoffs 1953 sicherte sich das franko-kanadische Franchise schließlich seinen insgesamt siebten Titel. Meger absolvierte eine weitere Spielzeit bei den Canadiens, während er in der Saison 1953/54 auch für die Royaux de Montréal in der Ligue de hockey du Québec (LHQ) zu Einsätzen kam. Im Verlauf der Saison 1954/55 wurde Meger während eines Spiels bei den Boston Bruins Anfang November 1954 durch die Schlittschuhkufe von Bostons Leo Labine derart schwer am Kopf verletzt, dass er in der Folge seine Karriere im Alter von 25 Jahren beenden musste. Die Kufe hatte Meger an der Schläfe getroffen. Zudem wurde ein Schädelbasisbruch diagnostiziert und auch der Temporallappen des Endhirns wurde massiv beschädigt, was zahlreiche Operationen zur Folge hatte.
Meger verstarb im August 2019 im Alter von 90 Jahren in seiner Wahlheimat Barrie in der kanadischen Provinz Ontario.

## Erfolge und Auszeichnungen
| - 1948 J.-Ross-Robertson-Cup-Gewinn mit den Barrie Flyers - 1948 George-Richardson-Memorial-Trophy-Gewinn mit den Barrie Flyers - 1949 J.-Ross-Robertson-Cup-Gewinn mit den Barrie Flyers - 1950 Dudley „Red“ Garrett Memorial Award - 1950 AHL Second All-Star Team | - 1951 AHL First All-Star Team - 1951 Teilnahme am NHL All-Star Game - 1952 Teilnahme am NHL All-Star Game - 1953 Stanley-Cup-Gewinn mit den Canadiens de Montréal - 1953 Teilnahme am NHL All-Star Game |

## Karrierestatistik
(Legende zur Spielerstatistik: Sp oder GP = absolvierte Spiele; T oder G = erzielte Tore; V oder A = erzielte Assists; Pkt oder Pts = erzielte Scorerpunkte; SM oder PIM = erhaltene Strafminuten; +/− = Plus/Minus-Bilanz; PP = erzielte Überzahltore; SH = erzielte Unterzahltore; GW = erzielte Siegtore; 1 Play-downs/Relegation; Kursiv: Statistik nicht vollständig)